# Deu a Louca nas Mulheres
Deu a Louca nas Mulheres é um filme brasileiro de comédia de 1977, estrelado somente pelo humorista Zacarias, sem os outros Trapalhões Renato Aragão, Dedé Santana e Mussum.

## Sinopse
Zacarias Kotonete, tímido vendedor numa empresa de tratores, é demitido por ter enfeitado um deles com plumas e paetês, a fim de vendê-lo a uma fazendeira. Carlão, seu colega, aconselha-o a procurar um trabalho mais adequado ao seu delicado temperamento. Por ter prestado um favor a Julieta, Zacarias é convidado por ela a trabalhar na loja Femine, especializada em roupas íntimas femininas e que só admitia mulheres como funcionárias. Na loja, Zacarias faz tremendo sucesso entre as vendedoras, conquistando também a proprietária, Carmen, e suscitando ciúmes entre elas, que resolvem disputá-lo no palito. Zacarias fica revoltado por ser considerado um homem-objeto. Carlão, invejoso da sorte do amigo, resolve imitá-lo mas é expulso da Femine pelas mulheres, que só querem o amor de Zacarias. Este, localizado por uma japonesa, seu antigo amor na empresa de tratores, é finalmente readmitido em seu antigo emprego, onde todos os fazendeiros estão querendo tratores com a decoração especial que só Zacarias sabe criar.

## Elenco
- Zacarias como Zacarias Kotonete
- Julciléa Telles como Julieta
- Meiry Vieira como Carmen
- Martha Anderson como Marly
- Hugo Bidet como Acif
- Armando Riggo como Carlão
- Sylvia Martins como Selma
- Sônia de Paula como Lucy
- Gigi Kioko como Japonesa